# Baltak
Baltak är kyrkbyn i Baltaks socken och en bebyggelse i Tidaholms kommun i Västra Götalands län. SCB avgränsade här en småort från 1990 till 2023.
Baltak ligger utmed ån Tidan 2 km sydväst om Tidaholm.
Här ligger Baltaks kyrka.